# Poplavnîkî, Halîci
Poplavnîkî (în ucraineană Поплавники) este un sat în comuna Demeșkivți din raionul Halîci, regiunea Ivano-Frankivsk, Ucraina.

## Demografie
Componența lingvistică a localității Poplavnîkî
     Ucraineană (100%)
Conform recensământului din 2001, toată populația localității Poplavnîkî era vorbitoare de ucraineană (100%).